# Сенусерт IV
Сенусерт IV — фараон Древнего Египта из второго переходного периода. Его хронологическая позиция неизвестна, и даже династия, в которой он правил, обсуждается (Юрген Рудольф Фридрих фон Бекерат — XIII династия, Ким Стивен Бардрум Рихолт — XVI династия, Норберт Даутценберг — XVII династия) . Самым главным свидетельством является его статуя размером 2 м 75 см из розового гранита, найденная в 1901 году.